# J. 프레스퍼 에커트

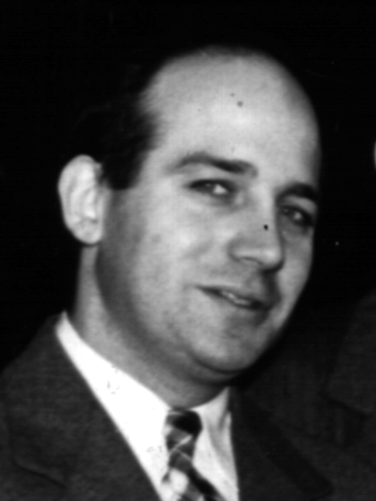

J. 프레스퍼 에커트(J. Presper Eckert, 본명: 존 아담 프레스퍼 "프레스" 에커트 주니어, John Adam Presper "Pres" Eckert Jr., 1919년 4월 9일 ~ 1995년 6월 3일)는 미국의 전기공학자이자 컴퓨터 개척자였다. 존 모클리와 함께 그는 최초의 범용 전자 디지털 컴퓨터(에니악)를 설계하고, 컴퓨팅 주제에 대한 최초의 강좌(무어 스쿨 강좌)를 발표했으며, 에커드-모클리 컴퓨터 코퍼레이션(Eckert-Mauchly Computer Corporation)을 설립하고, 미국 최초의 상업용 컴퓨터이자 에커트의 수은 지연선 기억기 발명이 통합된 유니박 I를 설계했다.